# ザ・ビートルズ・ヒッツ
『ザ・ビートルズ・ヒッツ』（The Beatles’ hits）はイギリスのロックバンド、ビートルズの2枚目公式EPである。

## 解説
ビートルズ2枚目のEP。収録曲は今までに発売された「シー・ラヴズ・ユー」以外のシングルA面と「フロム・ミー・トゥ・ユー」のB面である「サンキュー・ガール」である。また「サンキュー・ガール」以外の楽曲では2009年のリマスター以前まで、このCD盤に収録されているバージョンのみが左右全く同じデータのモノだった。
またレコード番号がGEP8880であり前作の『ツイスト・アンド・シャウト』のGEP8882よりも若い。ジャケットはアンガス・マクビーンによって撮影されたものであり、『イントロデューイング・ザ・ビートルズ』にも用いられた。ライナーノーツはトニー・バーロウ。

## 収録曲

### Side 1
1. フロム・ミー・トゥ・ユー - From Me To You (McCartney-Lennon)
2. サンキュー・ガール - Thank You Girl (McCartney-Lennon)

### Side 2
1. プリーズ・プリーズ・ミー - Please Please Me (McCartney-Lennon)
2. ラヴ・ミー・ドゥ - Love Me Do (McCartney-Lennon)
アンディ・ホワイトがドラムを叩いたヴァージョン。